# マ・レイニー
ガートルード・マ・レイニー(Gertrude "Ma" Rainey 旧姓: プリジェット Pridgett 1886年4月26日 - 1939年12月22日)はアメリカ合衆国のブルース歌手であり、多大な影響を及ぼした初期ブルースのレコーディング・アーティストである。「ブルースの母」の異名を取り、それまでのヴォードヴィルと南部ブルースの正統を汲む表現との橋渡しを行い、一世代にわたるブルース歌手たちに影響を与えた。レイニーはその力強い歌唱力、生来の活発さ、威風堂々とした節回し、そして「うめくような」歌唱法で知られた。それらの特質は初期に録音された「ボー・ウィーヴィル・ブルース」および「ムーンシャイン・ブルース」において顕著に認められる。
ガートルード・プリジェットは10代から舞台に立ち始め、1904年にウィル・パ・レイニーと結婚してからはマ・レイニーとして知られるようになった。夫婦はラビット・フット・ミンストレルズ一座とともに巡業し、のちに自身のグループ、レイニー・アンド・レイニー、アサシネイターズ・オブ・ブルース(レイニー&レイニー、ブルースの暗殺者)を結成した。マ・レイニーの最初の録音は1923年に行われた。続く5年間に100曲以上録音し、「ボー・ウィーヴィル・ブルース」(1923)、「ムーンシャイン・ブルース」(1923)、「シー・シー・ライダーズ・ブルース」(1925)、ブルースのスタンダード曲「マ・レイニーズ・ブラック・ボトム」(1927)および「スーン・ディス・モーニング」(1927)などがある。
レイニーはトマス・ドーシー、タンパ・レッドおよびルイ・アームストロングともコラボレートした。またジョージア・ジャズ・バンドとともに巡業し、録音した。1935年まで巡業を続けたが、その後は舞台からほぼ引退し、4年後に死を迎えるまで故郷のジョージア州コロンバスで劇場の興行主として留まった。レイニーは死後、ブルースの殿堂入りおよびロックの殿堂入りを果たしている。また2020年のアカデミー賞受賞作『マ・レイニーのブラックボトム』などいくつかの映画で登場人物として演じられている。2023年、グラミー生涯業績賞の栄に浴した。

## 生い立ち
ガートルード・プリジェットの誕生日についてははっきりしないところがある。いくつかの資料が示すところでは、1882年生まれであるが、ほとんどの資料は1886年4月26日生まれであると明言している。プリジェット自身は1886年4月26日、ジョージア州コロンバス生まれであると主張していた(この説を裏付けるのは1910年4月25日実施の国勢調査からである)。しかしながら1900年国勢調査では1882年9月にアラバマ州で生まれたことになっており、研究者のボブ・イーグルとエリック・ルブランクはプリジェットの誕生地をアラバマ州ラッセル郡だったと示唆している。プリジェットはアラバマ州出身のトマス・プリジェットとエラ(旧姓アレン)との間にもうけられた5人の子供のうち上から2番目であった。少なくとも男きょうだいが2人おり、マリッサ・プリジェット・ニックスという女きょうだいが1人いた
。
1904年2月、マ・レイニーはウィリアム・パ・レイニーと結婚した。芸名の「マ・レイニー」は夫のニックネームであった「パ」と語呂を合わせたものであった
。

## キャリア初期
プリジェットはおよそ12歳から14歳のころ、ジョージア州コロンバスのタレントショーでパフォーマーとしてのキャリアを開始した。ファースト・アフリカン・バプテスト教会の一員であったプリジェットはブラック・ミンストレル・ショーの出演者となった。のちになってプリジェットは初めてブルース音楽にふれたのは1902年ごろであったと主張した。夫のウィル・レイニーとアラバマ・ファン・メイカーズ・カンパニーを結成したが、1906年になって夫婦はパット・シャペルのずっと大きくてより人気のあったラビッツ・フット・カンパニーに参加し、ブラック・フェイス・ソング&ダンス・コメディアン、ジュビリー・シンガー、またはケークウォークの踊り手として出演した。1910年には、プリジェットは「ミセス・ガートルード・レイニー、我らがクーン・シャウター」という口上で紹介された。プリジェットは1912年にラビッツ・フット・カンパニーが新たなオーナーのF・S・ウォルコットに引き継がれたあとも、一座に留まり続けた。レイニーはある夜ミズーリで公演中に一人の少女が歌った女を捨てて去る男についての哀しい歌を聴いて「ブルース音楽」に出くわしたと語った。レイニーはその歌の歌詞を覚えて自身の舞台芸のひとつに加えた。レイニーは、彼女が歌っている歌はどんなジャンルのものなのかと尋ねられたときに「ブルース」という言葉を作り出したと主張した
。
1914年以降、レイニー夫妻は、レイニー・アンド・レイニー、アサシネイターズ・オブ・ブルースを名乗って公演を始めた。ニューオーリンズで冬を過ごして、レイニーはジョー・キング・オリヴァー、ルイ・アームストロング、シドニー・ベシェそしてポップス・フォスターなど、数々のミュージシャンと出会った。ブルース音楽の人気が増すにつれて、レイニーの名はよく知られるようになった。このころにレイニーと同じく評判を取っていた若いブルース歌手、ベッシー・スミスと出会った[A]。のちになって、レイニーがスミスをさらってラビッツ・フット・ミンストレルズに強制加入させ、ブルースを歌うことを教えたといううわさが広まった。このうわさについてはスミスの義理の姉妹であったモード・スミスが異議を唱えた。

## レコーディング・キャリア

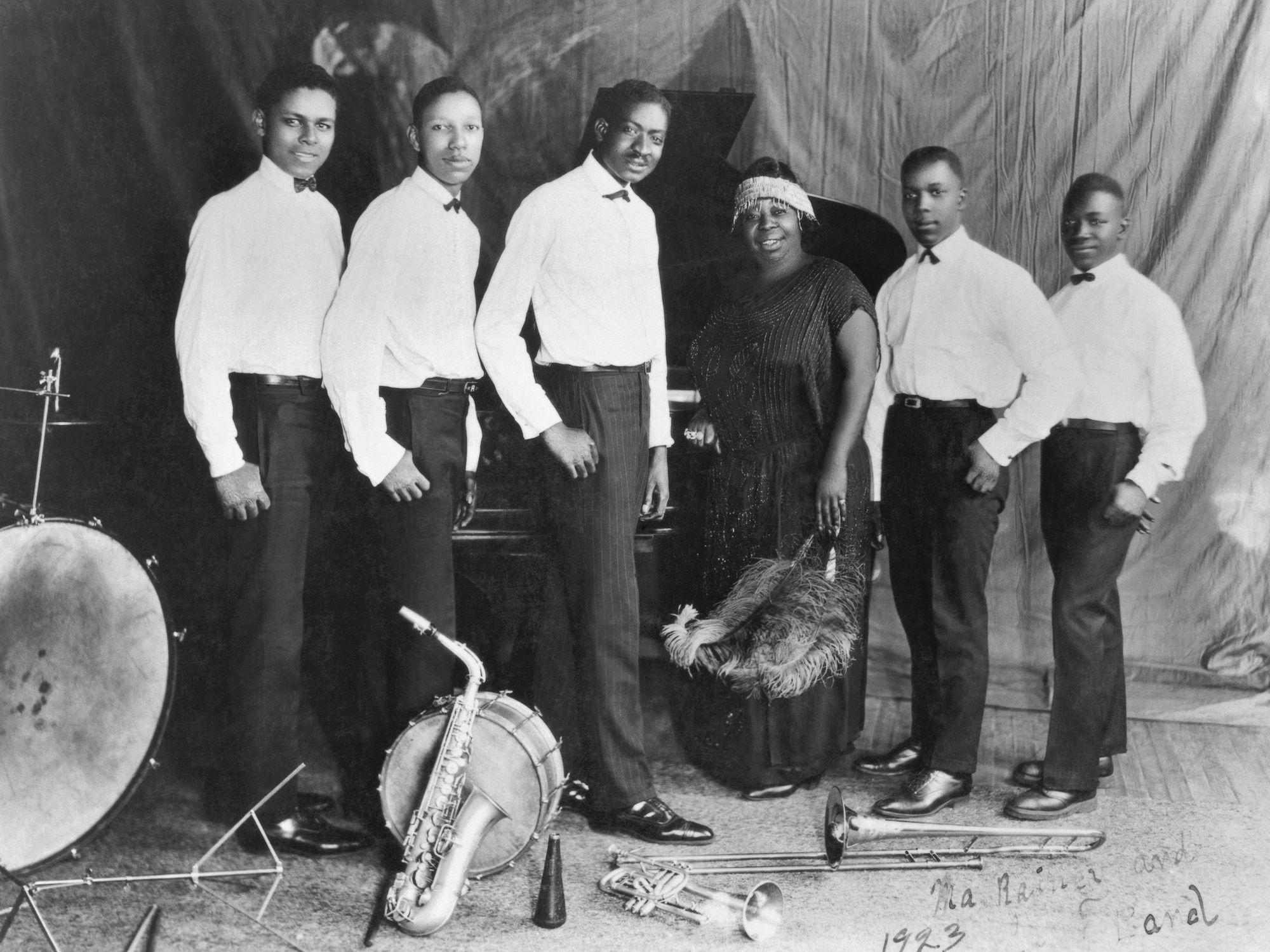
レイニーとバンドメンバー

1910年代後半から、黒人ミュージシャンによる録音に対する需要が高まっていた。1920年、メイミー・スミスは初めて録音した黒人女性となった。1923年にレイニーはパラマウント・レコードのプロデューサー、J・メイヨー・ウィリアムズによって見出された。レイニーはパラマウントとレコーディング契約を結び、12月にシカゴで「バッド・ラック・ブルース」、「ボー・ウィーヴィル・ブルース」そして「ムーンシャイン・ブルース」などを含む8曲を最初に録音した。レイニーは続く5年間にその他100曲以上の録音をし、南部だけにとどまらない名声を獲得した。パラマウントはレイニーを大々的に売り出し、彼女を「ブルースの母」、「南部の歌姫」、「ブルースの黄金の首をした女」そして「パラマウント・ワイルドキャット(至高の山猫)」などと呼んだ。
1924年にレイニーはルイ・アームストロングとともに「ジェリー・ビーン・ブルース」、「カウンティン・ザ・ブルース」そして「シー・シー・ライダー」を含む録音をした。同年、劇場所有者出演契約協会(TOBA)の巡業に乗り出すと、合衆国の南部および中西部を巡って、黒人や白人の聴衆を相手に歌った。バンドリーダー兼ピアニストのトマス・ドーシーと彼が集めたバンド、ワイルドキャッツ・ジャズ・バンドが同行した。1924年4月にシカゴに姿を現すと巡業を開始し、1928年まで断続的に巡業を続けた。ドーシーが体調を崩して1926年にバンドを去ると、同バンドのコルネット奏者だったフラー・ヘンダーソンがバンドリーダーとなり、その妻リリアン・ハーダウェイ・ヘンダーソンが代理のピアニストを務めた。
セクシュアリティに触れているレイニーの歌の大半は男との恋愛関係に言及しているが、彼女の歌詞にはレズビアニズムあるいはバイセクシュアリティに対する言及を含んでいるものもあり、たとえば以下に挙げる1928年の歌「プルーヴ・イット・オン・ミー」である：
They said I do it, ain't nobody caught me.

Sure got to prove it on me.

Went out last night with a crowd of my friends.

They must've been women, 'cause I don't like no men.

It's true I wear a collar and tie.

Makes the wind blow all the while.

奴らはあたしがそれをやってるって言ったけど、あたしをその場で取り押さえたのは誰もいない。

そうだ、証拠があるって言うんなら出してみな。

ゆうべは大勢のダチと付き合った。

ダチって言ってもみんな女だったはずさ、なぜってあたしは男は好かないんだ。

あたしがカラーとネクタイを付けてるのはほんとさ。

その間じゅうずっと風を吹かせてるのさ。
クィア文化センターのウェブサイトによれば、この歌詞は1925年に起きた事件に言及している。その事件でレイニーはコーラス隊の女性たちを巻き込んだ自宅での乱交パーティーに加わったという理由で逮捕された。政治活動家で学者のアンジェラ・Y・デイヴィスは「『プルーヴ・イット・オン・ミー』はレズビアンを肯定する歌の演奏や録音を中心にして具体化し始めた、1970年代のレズビアン文化運動の文化的先駆けである」と特筆した。当時のこの歌の広告は歌詞であらましが述べられているジェンダーベンディング(性別に関する伝統的な規範にとらわれず自らを表現すること)を含んでおり、スリーピース・スーツを着たレイニーの姿を呼び物にしていた。男装をしたレイニーが女性たちと話しこんでいるところを近くから警察官がこっそりと窺っている様子が描かれている。
同時代の多くのブルース歌手とは異なり、レイニーは自らが歌った歌の少なくとも三分の一は自分で書いた。それにはクラシック・ブルース」のジャンルにおいてスタンダード曲となった「ムーンシャイン・ブルース」や「「マ・レイニーズ・ブラック・ボトム」など彼女の最も有名な曲の多くが含まれている。
1920年代を通じて、マ・レイニーは合衆国で最もダイナミックなパフォーマーの一人であるという評判を得た。その名声はおもに彼女のソングライティング、ショーマンシップそして歌声に負っていた。レイニーとそのバンドは劇場所有者出演契約協会の巡業で週当たり350ドルの稼ぎを手にすることができた。それはベッシー・ブラウン&ジョージ・ウィリアムズの稼ぎの2倍であったが、ベッシー・スミスが最終的に意のままにした金額の半分強であった。
1920年代の終りに向かって、ライヴのヴォードヴィルは衰退していき、ラジオや録音物に取って代わられた。マ・レイニーとパ・レイニーはダニーという名前の息子を養子にした。ダニーはのちに両親の音楽ショーに加わった。レイニーはベッシー・スミスとの関係を深めていった。ふたりは非常に親密になったのでその間柄は恋愛的な性質のものなのではなかろうかという噂が飛び交った。またスミスはかつてマ・レイニーを牢獄から出すために保釈金を支払ったという噂も流れた。
レイニー夫妻は1916年に別居した
。
1930年にリリースされてヒットしたレイニーのシングル曲「ブラック・アイド・ブルース」は夫の暴力と浮気によって無情な仕打ちを受けた女性、ミス・ナンシーの架空のストーリーを物語ってみせた。レイニーは異性愛規範に対して挑み、異なるセクシュアル・アイデンティティの人々が何一つ隠すことなく自分らしくいられる場所を創造するのに貢献したことで有名であった。
1935年、レイニーは故郷のジョージア州コロンバスに帰り、その死を迎えるまで、3つの劇場の経営者として過ごした。コロンバスのリバティ劇場とジョージア州ロームのリリック劇場およびエアドローム劇場である。レイニーは1939年に心臓発作で亡くなった。

## レガシーと名誉
マ・レイニーは現在「クラシック・ブルース」として知られているジャンルを創出した一方、それまでになかったやり方で黒人の生活を描き出すこともした。音楽の革新者として、レイニーはコミカルなタイミングを伴うミンストレルやヴォードヴィルといった演芸の伝統と、全国を股に掛けて行った巡業の最中に出会ったアメリカのブルースのさまざまに混じり合った伝統とを土台にして成長した。レイニーは北部と南部、田舎と都会の聴衆を引き付けるジャンルを開拓するのに貢献した。
あふれる活気と威厳のある調子で歌うレイニーの特徴的な低いダミ声はルイ・アームストロング、ジャニス・ジョプリン、ボニー・レイットなど数多くの模倣者を鼓舞した
。
その歌詞において、レイニーは同時代人がほとんど為し得なかったやり方で、広い範囲にわたる感情と体験を反映させて、黒人女性の経験を描き出した。その1999年の著書『ブルースのレガシーとブラック・フェミニズム』において、アンジェラ・デイヴィスは、レイニーの歌は「男性と同じように開けっぴろげにふるまう権利をはっきりと祝福する」女性、「男性と同じように望ましからざる振る舞いに出る権利をさえはっきりと祝福する」女性で満ちていると書いた。レイニーの歌において、彼女と他の黒人女性たちは復讐のために乱交し、夜通し酒を飲んでどんちゃん騒ぎをし、白人中産階級女性にふさわしい振る舞いといった考え方を逸脱する生活を概して送っている。黒人女性のセクシュアリティの描写、とりわけ異性愛規範のしきたりに反抗するそれらの描写は女性のあるべき姿という考え方と戦い、アリス・ウォーカーが自らの小説『カラーパープル』の登場人物を造形するのを鼓舞した。性的逸脱を自慢するのが当時の男性の歌では人気だったが、レイニーの作品におけるこれらの主題の使用は彼女を猛烈なまでに独立不羈で、かつ大胆不敵であるとして世に認めさせ、多くの人々がレイニーのこれら主題の使用とヒップホップにおけるその現代的な使用との間に関連性を見出している
。
レイニーは舞台で、ダチョウの羽根飾り、繻子のガウン、スパンコール、金のネックレス、ダイヤモンドのティアラそして金歯といった、派手で高価な衣装を身につけることを開拓したファッション・アイコンでもあった
。
レイニーは1983年にブルースの殿堂入りを果たし、1990年にはロックの殿堂入りを果たした。1994年、アメリカ合衆国郵便公社はレイニーの栄誉を称えて29セントの記念切手を発行した。2004年には「シー・シー・ライダー・ブルース」(1924年演奏)がグラミーの殿堂入りを果たし、アメリカ議会図書館の全米録音資料保存委員会によって全米録音資料登録簿に加えられた。

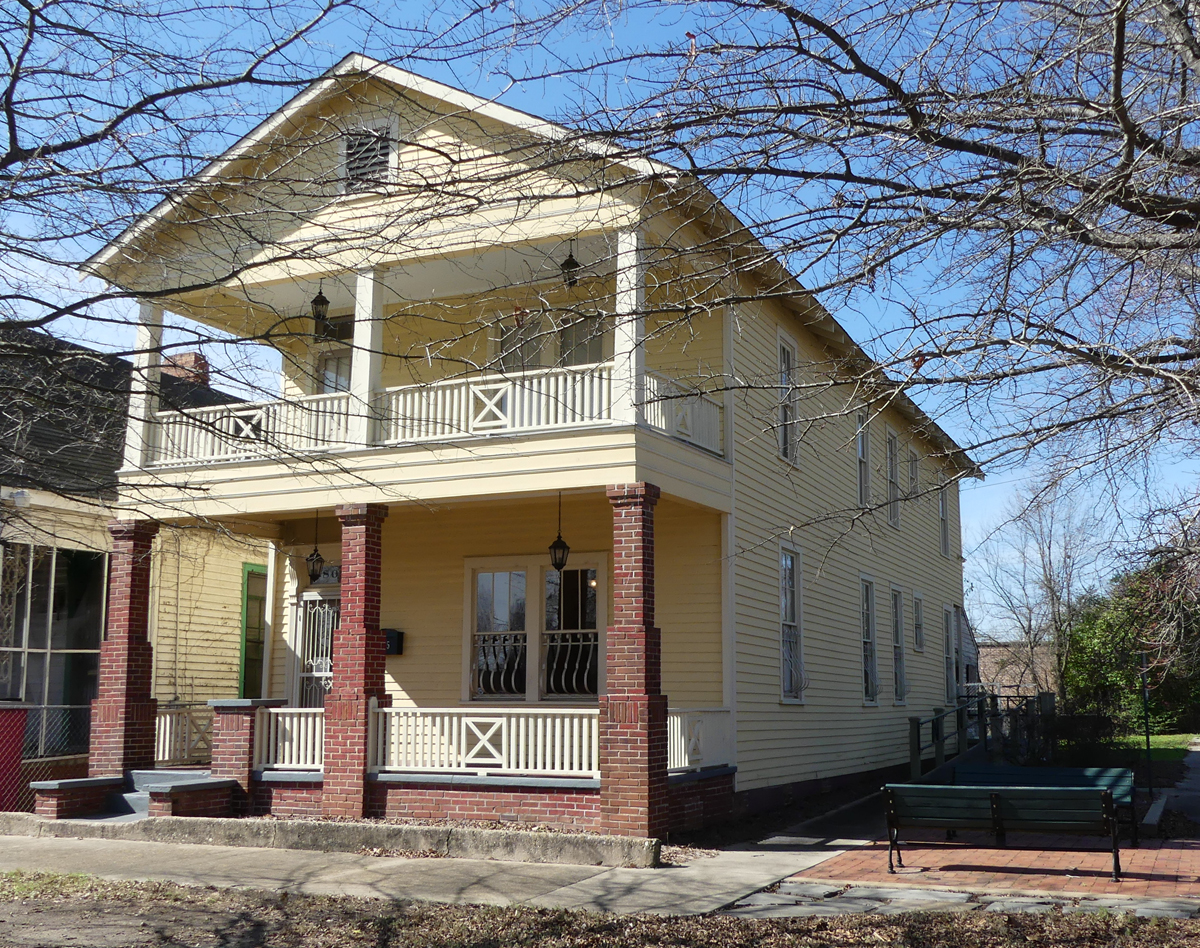
コロンバスにあるマ・レイニーの自宅

2007年にはマ・レイニーの功績を称えてコロンバスに小さな博物館も開館した。博物館はレイニーが母親のために建て、その後、1935年から1939年の死までの間、レイニー自身が住んだまさにその家の中にある。
年に一度のマ・レイニー国際ブルース・フェスティバルの第1回目が、2016年4月にジョージア州コロンバスにおいて、レイニーが亡くなった当時所有し、居住していた家の近くで開催された。2017年にはジョージア州コロンバスにレイニーと作家のカーソン・マッカラーズに敬意を表して名付けられたレイニー＝マッカラーズ芸術学校が開校した。
2023年、レイニーはグラミー生涯業績賞を死後受賞した。その発表に際しては、彼女の「底力の籠もった歌声と観る者の心を奪う舞台での存在感」および彼女が「100曲近く録音をし、その多くが全米ヒットであって今やアメリカ音楽の規範の一部である」ことが特筆された
。

## 大衆文化において
スターリング・A・ブラウンは1932年に「マ・レイニー」という詩を書いた。これは「マ・レイニーが町にやって来たとき」人々は町のどこにいようとも彼女の歌声を耳にしたものだったという内容である。1981年にサンドラ・リーブは初めてのレイニーに関する詳細な書物『ブルースの母：マ・レイニーの研究』を書き上げた。

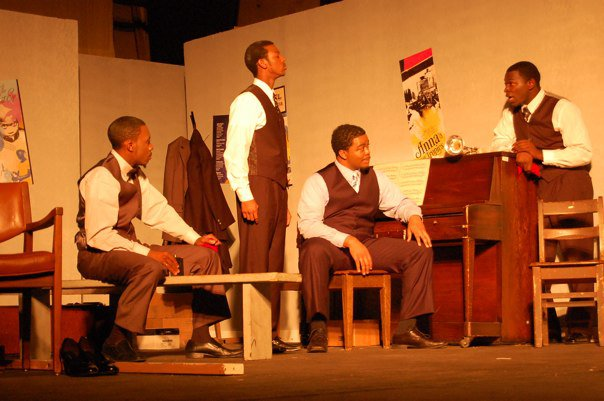
『マ・レイニーのブラックボトム』の舞台、2009年

オーガスト・ウィルソンによる1982年の戯曲『マ・レイニーのブラックボトム』は1927年を舞台としてレイニーの同名曲の録音に関する顛末を物語ったフィクションである。テレーザ・メリットとウーピー・ゴールドバーグがオリジナルおよびリバイバルのブロードウェイ作品でそれぞれ主役を演じた。この作品の2020年の映画化に際してはヴィオラ・デイヴィスがレイニー役を演じ、アカデミー主演女優賞にノミネートされた。
モニークはベッシー・スミスの生涯を描いた2015年のテレビ映画『ベッシー』においてレイニー役を演じ、プライムタイム・エミー賞助演女優賞にノミネートされた
。

## 録音
この並べ替え可能な表はレイニーによる録音全94曲を表示している。
- 録音日はおおよその日付である。
- サンドラ・リーブによる分類はほぼ完全に形式によるものである。12小節構成を部分的にしか持たないブルースの楽曲は、ブルースとポピュラーソングの形式のミックスとして分類される。12小節構成あるいは8小節構成を全く持たない楽曲は、非ブルースとして分類される[54]。
- JSPとDOCDの列は、２種類のCD再発コンプリート盤を参照している[55][56]。
- 並べ替えるにはラベルをクリックする。時系列順に戻すには#をクリックする。

| #  | 原盤  | 録音日  | タイトル                                        | 伴奏                                                                    | パラマウント 発売番号 | サンドラ・リーブ 分類                    | JSP 77933 | ドキュメント DOCD | 注記                                                          |
| -- | ----- | ------- | ----------------------------------------------- | ----------------------------------------------------------------------- | --------------------- | ---------------------------------------- | --------- | ----------------- | ------------------------------------------------------------- |
| 01 | 1596  | 1923/12 | "Bad Luck Blues"                                | ラヴィー・おオースティン ブルース・セレネイダーズ                       | 12081                 | 12小節ブルース                           | A         | 5581              |                                                               |
| 02 | 1597  | 1923/12 | "Bo-Weavil Blues"                               | ラヴィー・オースティン ブルース・セレネイダーズ                         | 12080                 | ブルースとポピュラーソング形式のミックス | A         | 5581              | JSP及びDOCD盤に別テイク                                       |
| 03 | 1598  | 1923/12 | "Barrel House Blues"                            | ラヴィー・オースティン ブルース・セレネイダーズ                         | 12082                 | 12小節ブルース                           | A         | 5581              |                                                               |
| 04 | 1599  | 1923/12 | "Those All Night Long Blues"                    | ラヴィー・オースティン ブルース・セレネイダーズ                         | 12081                 | 非ブルース                               | A         | 5581              | JSP及びDOCD盤に別テイク                                       |
| 05 | 1608  | 1923/12 | "Moonshine Blues"                               | ラヴィー・オースティン ブルース・セレネイダーズ                         | 12083                 | ブルースとポピュラーソング形式のミックス | A         | 5581              |                                                               |
| 06 | 1609  | 1923/12 | "Last Minute Blues"                             | ラヴィー・オースティン ブルース・セレネイダーズ                         | 12080                 | 12小節ブルース                           | A         | 5581              |                                                               |
| 07 | 1612  | 1923/12 | "Southern Blues"                                | ラヴィー・オースティン ブルース・セレネイダーズ                         | 12083                 | 12小節ブルース                           | A         | 5581              |                                                               |
| 08 | 1613  | 1923/12 | "Walking Blues"                                 | ラヴィー・オースティン ブルース・セレネイダーズ                         | 12082                 | 12小節ブルース                           | A         | 5581              |                                                               |
| 09 | 1698  | 1924/03 | "Lost Wandering Blues"                          | プルイット・ツインズ                                                    | 12098                 | 12小節ブルース                           | A         | 5581              |                                                               |
| 10 | 1699  | 1924/03 | "Dream Blues"                                   | プルイット・ツインズ                                                    | 12098                 | 12小節ブルース                           | A         | 5581              |                                                               |
| 11 | 1701  | 1924/03 | "Honey Where You Been So Long?"                 | ラヴィー・オースティン ブルース・セレネイダーズ                         | 12200                 | 非ブルース                               | A         | 5581              |                                                               |
| 12 | 1702  | 1924/03 | "Ya-Da-Do"                                      | ジョージア・ジャズ・バンド                                              | 12257                 | 非ブルース                               | A         | 5581              | JSP及びDOCD盤に別テイク                                       |
| 13 | 1703  | 1924/03 | "Those Dogs of Mine" "(Famous Cornfield Blues)" | ラヴィー・オースティン ブルース・セレネイダーズ                         | 12215                 | 非ブルース                               | A         | 5581              |                                                               |
| 14 | 1704  | 1924/03 | "Lucky Rock Blues"                              | ラヴィー・オースティン ブルース・セレネイダーズ                         | 12215                 | ブルースとポピュラーソング形式のミックス | A         | 5581              |                                                               |
| 15 | 1741  | 1924/04 | "South Bound Blues"                             | ジョージア・ジャズ・バンド                                              | 12227                 | 非ブルース                               | A         | 5581              |                                                               |
| 16 | 1758  | 1924/05 | "Lawd Send Me a Man Blues"                      | ジョージア・ジャズ・バンド                                              | 12227                 | 非ブルース                               | A         | 5581              |                                                               |
| 17 | 1759  | 1924/05 | "Ma Rainey's Mystery Record"                    | ラヴィー・オースティン ブルース・セレネイダーズ                         | 12200                 | 12小節ブルース                           | A         | 5581              |                                                               |
| 18 | 1824  | 1924/08 | "Shave 'Em Dry Blues"                           | プルイット・ツインズ                                                    | 12222                 | 8小節ブルース                            | B         | 5581              |                                                               |
| 19 | 1825  | 1924/08 | "Farewell Daddy Blues"                          | プルイット・ツインズ                                                    | 12222                 | 12小節ブルース                           | B         | 5581              |                                                               |
| 20 | 1922  | 1924/10 | "Booze and Blues"                               | ジョージア・ジャズ・バンド                                              | 12242                 | 12小節ブルース                           | B         | 5582              |                                                               |
| 21 | 1923  | 1924/10 | "Toad Frog Blues"                               | ジョージア・ジャズ・バンド                                              | 12242                 | 12小節ブルース                           | B         | 5582              |                                                               |
| 22 | 1924  | 1924/10 | "Jealous Hearted Blues"                         | ジョージア・ジャズ・バンド                                              | 12252                 | 12小節ブルース                           | B         | 5582              |                                                               |
| 23 | 1925  | 1924/10 | "See See Rider Blues"                           | ジョージア・ジャズ・バンド                                              | 12252                 | ブルースとポピュラーソング形式のミックス | B         | 5582              | ルイ・アームストロング共演; JSP及びDOCD盤に別テイク           |
| 24 | 1926  | 1924/10 | "Jelly Bean Blues"                              | ジョージア・ジャズ・バンド                                              | 12238                 | ブルースとポピュラーソング形式のミックス | B         | 5582              | ルイ・アームストロング共演                                    |
| 25 | 1927  | 1924/10 | "Countin' the Blues"                            | ジョージア・ジャズ・バンド                                              | 12238                 | 12小節ブルース                           | B         | 5582              | ルイ・アームストロング共演; JSP及びDOCD盤に別テイク           |
| 26 | 10001 | 1924/11 | "Cell Bound Blues"                              | ジョージア・ジャズ・バンド                                              | 12257                 | ブルースとポピュラーソング形式のミックス | B         | 5582              |                                                               |
| 27 | 2136  | 1925/05 | "Army Camp Harmony Blues"                       | ジョージア・ジャズ・バンド                                              | 12284                 | 12小節ブルース                           | B         | 5582              | JSP及びDOCD盤に別テイク                                       |
| 28 | 2137  | 1925/05 | "Explaining the Blues"                          | ジョージア・ジャズ・バンド                                              | 12284                 | 12小節ブルース                           | B         | 5582              | JSP及びDOCD盤に別テイク                                       |
| 29 | 2138  | 1925/05 | "Louisiana Hoo Doo Blues"                       | ジョージア・ジャズ・バンド                                              | 12290                 | 12小節ブルース                           | B         | 5582              |                                                               |
| 30 | 2138  | 1925/05 | "Goodbye Daddy Blues"                           | ジョージア・ジャズ・バンド                                              | 12290                 | ブルースとポピュラーソング形式のミックス | B         | 5582              |                                                               |
| 31 | 2209  | 1925/05 | "Stormy Seas Blues"                             | ジョージア・ジャズ・バンド                                              | 12295                 | 12小節ブルース                           | B         | 5582              | JSP及びDOCD盤に別テイク                                       |
| 32 | 2210  | 1925/08 | "Rough and Tumble Blues"                        | ジョージア・バンド                                                      | 12311                 | 12小節ブルース                           | B         | 5582              |                                                               |
| 33 | 2211  | 1925/08 | "Night Time Blues"                              | ジョージア・バンド                                                      | 12303                 | 12小節ブルース                           | B         | 5582              | JSP及びDOCD盤に別テイク                                       |
| 34 | 2212  | 1925/08 | "Levee Camp Moan"                               | ジョージア・バンド                                                      | 12295                 | 非ブルース                               | B         | 5582              |                                                               |
| 35 | 2213  | 1925/08 | "Four Day Honorary Scat"                        | ジョージア・バンド                                                      | 12303                 | 非ブルース                               | B         | 5582              | "'Fore Day"の誤植; JSP及びDOCD盤に別テイク                    |
| 36 | 2214  | 1925/08 | "Memphis Bound Blues"                           | ジョージア・バンド                                                      | 12311                 | 12小節ブルース                           | B         | 5582              |                                                               |
| 37 | 2369  | 1925/12 | "Slave to the Blues"                            | ジョージア・バンド                                                      | 12332                 | 12小節ブルース                           | C         | 5583              |                                                               |
| 38 | 2370  | 1925/12 | "Yonder Come the Blues"                         | ジョージア・バンド                                                      | 12357                 | 非ブルース                               | C         | 5583              |                                                               |
| 39 | 2371  | 1925/12 | "Titanic Man Blues"                             | ジョージア・バンド                                                      | 12374                 | ブルースとポピュラーソング形式のミックス | C         | 5583              | JSP及びDOCD盤に別テイク                                       |
| 40 | 2372  | 1925/12 | "Chain Gang Blues"                              | ジョージア・バンド                                                      | 12338                 | 12小節ブルース                           | C         | 5583              |                                                               |
| 41 | 2373  | 1925/12 | "Bessemer Bound Blues"                          | ジョージア・ジャズ・バンド                                              | 12374                 | 12小節ブルース                           | C         | 5583              | JSP及びDOCD盤に別テイク                                       |
| 42 | 2374  | 1925/12 | "Oh My Babe Blues"                              | ジョージア・バンド                                                      | 12332                 | 非ブルース                               | C         | 5583              |                                                               |
| 43 | 2375  | 1925/12 | "Wringing and Twisting Blues"                   | ジョージア・バンド                                                      | 12338                 | 非ブルース                               | C         | 5583              |                                                               |
| 44 | 2369  | 1925/12 | "Stack O'Lee Blues"                             | ジョージア・バンド                                                      | 12357                 | バラード                                 | C         | 5583              |                                                               |
| 45 | 2448  | 1926/03 | "Broken Hearted Blues"                          | ジョージア・バンド                                                      | 12364                 | 12小節ブルース                           | C         | 5583              | DOCD5625盤に別テイク                                          |
| 46 | 2451  | 1926/03 | "Jealousy Blues"                                | ジョージア・バンド                                                      | 12364                 | 非ブルース                               | C         | 5583              | DOCD5660盤に別テイク                                          |
| 47 | 2452  | 1926/03 | "Seeking Blues"                                 | ジョージア・バンド                                                      | 12352                 | ブルースとポピュラーソング形式のミックス | C         | 5583              | JSP及びDOCD盤に別テイク                                       |
| 48 | 2466  | 1926/03 | "Mountain Jack Blues"                           | ジミー・ブライス (ピアノ)                                               | 12352                 | 12小節ブルース                           | C         | 5583              | JSP及びDOCD盤に別テイク                                       |
| 49 | 2627  | 1926/06 | "Down in the Basement"                          | ジョージア・バンド                                                      | 12395                 | 非ブルース                               | C         | 5583              |                                                               |
| 50 | 2628  | 1926/06 | "Sissy Blues"                                   | ジョージア・バンド                                                      | 12384                 | 12小節ブルース                           | C         | 5583              |                                                               |
| 51 | 2629  | 1926/06 | "Broken Soul Blues"                             | ジョージア・バンド                                                      | 12384                 | 非ブルース                               | C         | 5583              |                                                               |
| 52 | 2631  | 1926/06 | "Trust No Man"                                  | リリアン・ヘンダーソン (ピアノ)                                         | 12395                 | 非ブルース                               | C         | 5583              |                                                               |
| 53 | 405   | 1926/11 | "Morning Hour Blues"                            | ジミー・ブライス (ピアノ) ブラインド・ブレイク (ギター)                 | 12455                 | 12小節ブルース                           | D         | 5584              |                                                               |
| 54 | 407   | 1926/11 | "Weepin' Woman Blues"                           | ジョージア・ボーイズ                                                    | 12455                 | 12小節ブルース                           | D         | 5584              |                                                               |
| 55 | 408   | 1926/11 | "Soon This Morning"                             | ジョージア・バンド                                                      | 12438                 | 12小節ブルース                           | D         | 5584              |                                                               |
| 56 | 4019  | 1926/12 | "Little Low Mamma Blues"                        | ブラインド・ブレイク (ギター) おそらく、ルロイ・ピケット (ヴァイオリン) | 12419                 | 12小節ブルース                           | D         | 5584              |                                                               |
| 57 | 4020  | 1926/12 | "Grievin Hearted Blues"                         | ブラインド・ブレイク (ギター) おそらく、ルロイ・ピケット (ヴァイオリン) | 12419                 | ブルースとポピュラーソング形式のミックス | D         | 5584              |                                                               |
| 58 | 4021  | 1926/12 | "Don't Fish in My Sea"                          | ジミー・ブライス (ピアノ)                                               | 12438                 | 12小節ブルース                           | D         | 5584              |                                                               |
| 59 | 4082  | 1927/08 | "Big Boy Blues"                                 | ジョージア・バンド                                                      | 12548                 | 12小節ブルース                           | D         | 5584              |                                                               |
| 60 | 4083  | 1927/08 | "Blues Oh Blues"                                | ジョージア・バンド                                                      | 12566                 | 非ブルース                               | D         | 5584              |                                                               |
| 61 | 4090  | 1927/08 | "Damper Down Blues"                             | ジョージア・バンド                                                      | 12548                 | 12小節ブルース                           | D         | 5584              |                                                               |
| 62 | 4091  | 1927/08 | "Gone Daddy Blues"                              | ジョージア・バンド                                                      | 12526                 | ブルースとポピュラーソング形式のミックス | D         | 5584              |                                                               |
| 63 | 4092  | 1927/08 | "Oh Papa Blues"                                 | ジョージア・バンド                                                      | 12566                 | 非ブルース                               | D         | 5584              |                                                               |
| 64 | 4707  | 1927/08 | "Misery Blues"                                  | ジョージア・バンド                                                      | 12508                 | 非ブルース                               | D         | 5584              |                                                               |
| 65 | 4708  | 1927/08 | "Dead Drunk Blues"                              | ジョージア・バンド                                                      | 12508                 | 12小節ブルース                           | D         | 5584              |                                                               |
| 66 | 4709  | 1927/08 | "Slow Driving Moan"                             | ジョージア・バンド                                                      | 12526                 | ブルースとポピュラーソング形式のミックス | D         | 5584              |                                                               |
| 67 | 20228 | 1927/12 | "Blues the World Forgot—Part 1"                 | ジョージア・バンド                                                      | 12647                 | コメディ                                 | D         | 5584              |                                                               |
| 68 | 20229 | 1927/12 | "Ma Rainey's Black Bottom"                      | ジョージア・バンド                                                      | 12590                 | 非ブルース                               | D         | 5584              |                                                               |
| 69 | 20230 | 1927/12 | "Blues the World Forgot—Part 2"                 | ジョージア・バンド                                                      | 12647                 | コメディ                                 | D         | 5584              |                                                               |
| 70 | 20231 | 1927/12 | "Hellish Rag"                                   | ジョージア・バンド                                                      | 12612                 | 非ブルース                               | D         | 5584              |                                                               |
| 71 | 20232 | 1927/12 | "Georgia Cake Walk"                             | ジョージア・バンド                                                      | 12590                 | コメディ                                 | D         | 5584              |                                                               |
| 72 | 20233 | 1927/12 | "New Bo-Weavil Blues"                           | ジョージア・バンド                                                      | 12603                 | ブルースとポピュラーソング形式のミックス | D         | 5584              |                                                               |
| 73 | 20232 | 1927/12 | "Moonshine Blues"                               | ジョージア・バンド                                                      | 12603                 | ブルースとポピュラーソング形式のミックス | D         | 5584              |                                                               |
| 74 | 20233 | 1927/12 | "Ice Bag Papa"                                  | ジョージア・バンド                                                      | 12612                 | 非ブルース                               | D         | 5584              |                                                               |
| 75 | 20661 | 1928/06 | "Black Cat Hoot Owl Blues"                      | タブ・ジャグ・ウォッシュボード・バンド                                  | 12687                 | 12小節ブルース                           | E         | 5156              | バンドリーダー： ジョージア・トム                             |
| 76 | 20662 | 1928/06 | "Log Camp Blues"                                | タブ・ジャグ・ウォッシュボード・バンド                                  | 12804                 | 12小節ブルース                           | E         | 5156              | バンドリーダー：ジョージア・トム                              |
| 77 | 20663 | 1928/06 | "Hear Me Talking to You"                        | タブ・ジャグ・ウォッシュボード・バンド                                  | 12668                 | 12小節ブルース                           | E         | 5156              | バンドリーダー：ジョージア・トム                              |
| 78 | 20664 | 1928/06 | "Hustlin' Blues"                                | タブ・ジャグ・ウォッシュボード・バンド                                  | 12804                 | 12小節ブルース                           | E         | 5156              | バンドリーダー：ジョージア・トム                              |
| 79 | 20665 | 1928/06 | "Prove It on Me Blues"                          | タブ・ジャグ・ウォッシュボード・バンド                                  | 12668                 | 非ブルース                               | E         | 5156              | バンドリーダー：ジョージア・トム                              |
| 80 | 20666 | 1928/06 | "Victim of the Blues"                           | タブ・ジャグ・ウォッシュボード・バンド                                  | 12687                 | 12小節ブルース                           | E         | 5156              | バンドリーダー：ジョージア・トム                              |
| 81 | 20667 | 1928/06 | "Traveling Blues"                               | タブ・ジャグ・ウォッシュボード・バンド                                  | 12707                 | 12小節ブルース                           | E         | 5156              | バンドリーダー：ジョージア・トム; JSP及びDOCD5216盤に別テイク |
| 82 | 20668 | 1928/06 | "Deep Moaning Blues Blues"                      | タブ・ジャグ・ウォッシュボード・バンド                                  | 12707                 | 12小節ブルース                           | E         | 5156              | バンドリーダー：ジョージア・トム; JSP及びDOCD盤に別テイク     |
| 83 | 20878 | 1928/09 | "Daddy Goodbye Blues"                           | ジョージア・トム・ドーシー (ピアノ) タンパ・レッド (ギター)             | 12963                 | 8小節ブルース                            | E         | 5156              |                                                               |
| 84 | 20879 | 1928/09 | "Sleep Talking Blues"                           | ジョージア・トム・ドーシー (ピアノ) タンパ・レッド (ギター)             | 12760                 | 12小節ブルース                           | E         | 5156              | JSP及びDOCD盤に別テイク                                       |
| 85 | 20880 | 1928/09 | "Tough Luck Blues"                              | ジョージア・トム・ドーシー (ピアノ) タンパ・レッド (ギター)             | 12735                 | 12小節ブルース                           | E         | 5156              |                                                               |
| 86 | 20881 | 1928/09 | "Blame It on the Blues"                         | ジョージア・トム・ドーシー (ピアノ) タンパ・レッド (ギター)             | 12760                 | 12小節ブルース                           | E         | 5156              |                                                               |
| 87 | 20882 | 1928/09 | "Sweet Rough Man"                               | ジョージア・トム・ドーシー (ピアノ) タンパ・レッド (ギター)             | 12926                 | 12小節ブルース                           | E         | 5156              |                                                               |
| 88 | 20883 | 1928/09 | "Runaway Blues"                                 | ジョージア・トム・ドーシー (ピアノ) タンパ・レッド (ギター)             | 12902                 | 12小節ブルース                           | E         | 5156              |                                                               |
| 89 | 20885 | 1928/09 | "Screech Owl Blues"                             | エディ・ミラー (ピアノ)                                                 | 12735                 | 12小節ブルース                           | E         | 5156              |                                                               |
| 90 | 20886 | 1928/09 | "Black Dust Blues"                              | エディ・ミラー (ピアノ)                                                 | 12926                 | 12小節ブルース                           | E         | 5156              |                                                               |
| 91 | 20897 | 1928/09 | "Leaving This Morning"                          | ジョージア・トム・ドーシー (ピアノ) タンパ・レッド (ギター)             | 12902                 | 12小節ブルース                           | E         | 5156              |                                                               |
| 92 | 20898 | 1928/09 | "Black Eye Blues"                               | ジョージア・トム・ドーシー (ピアノ) タンパ・レッド (ギター)             | 12963                 | 12小節ブルース                           | E         | 5156              | JSP及びDOCD盤に別テイク                                       |
| 93 | 20921 | 1928/10 | "Ma and Pa Poorhouse Blues"                     | パパ・チャーリー・ジャクソン (デュエット&バンジョー)                    | 12718                 | 12小節ブルース                           | E         | 5156              |                                                               |
| 94 | 20144 | 1928/10 | "Big Feeling Blues"                             | パパ・チャーリー・ジャクソン (デュエット&バンジョー)                    | 12718                 | 12小節ブルース                           | E         | 5156              |                                                               |

## 注記
1. ^  レイニーとスミスが出会った正確な日付や状況について文献からは不明だが、おそらく1912年から1916年の間だったと思われる[16]。

## その他の文献
- デリック・スチュワート＝バクスター著『マ・レイニーとクラシック・ブルース歌手たち』(スタイン&デイ刊、1970年) ISBN 978-0812813210